# Sécurité sanitaire
La sécurité sanitaire traite de la sécurité et de l'évaluation des risques concernant la santé. C'est un enjeu d'intérêt général qui mobilise d'importants moyens humains et financiers. Elle est nécessairement pluridisciplinaire et traite d'enjeux dépassant les cadres des États-nations.

## Principes
La sécurité sanitaire s'appuie théoriquement sur :
- des réseaux humains, une expertise scientifique, technique et juridique ainsi qu'en sciences sociales,
- des moyens matériels, et financiers),
- des études de risque et une veille sanitaire,
- des méthodes (ex : système HACCP et autres méthodes d'évaluation des risques et dangers, outils d'évaluation sanitaire par la modélisation, la prospective, les atlas et indicateurs de santé, etc.). Ce domaine fait aussi appel à des méthodes d'élaboration, validation et correction de plans d'action, préventifs ou correctifs,
- des procédures (ex : évaluations correctrices, pédagogie et diffusion de bonnes pratiques),
- des principes (amélioration continue…),
- des hypothèses (sur les causes et sources de risques et dangers e les moyens d'y remédier),
- des lois, des normes, seuils et références règlementaires,
- des moyens d'intervention (police sanitaire et environnementale) et de contrôle,
- des acteurs partenaires (secteur agroalimentaire, industrie, représentants de la société civile et des consommateurs, établissements de santé, experts (épidémiologistes, écoépidémiologues en particulier).

## Objectifs
Il s'agit de prévenir ou contrôler, dans la mesure du possible, c'est-à-dire dans les conditions scientifiques, techniques et matérielles du moment, en hiérarchisant les enjeux en termes de balance coût-avantages ; les risques d'exposition des individus (y compris in utero) susceptibles d'altérer la santé (physique et/ou psychique) de tous et chacun.
Selon les cas et les moyens mis en œuvre, la sécurité sanitaire porte théoriquement sur tous les risques sanitaires, qu'ils soient :
- directs ou indirects,
- immédiats ou différées
- avérés, émergents ou potentiels (avec dans ce dernier cas des limites qui sont celles de l'incertitude et du principe de précaution).

Pour les entreprises et les États, les employeurs elle est parfois un gage de Sécurité juridique.

## Domaines d'application
Ils sont nombreux, mais quelques domaines sont prioritairement suivis:
- alimentation
- médicament, alicament, dispositif médical et implant,
- santé au travail, santé environnementale,
- maladies émergentes, risque nosocomial

## Échelles de travail
Dans un contexte de mondialisation et de mobilité croissante des biens et personnes, toutes les échelles spatio-temporelles sont concernées ; du local au global.
- Aux échelles globales des institutions telles que l'OMS, la FAO et l'OIE coopèrent au sein de l'ONU et avec les échelles locales. Elles ont mis en place des outils de veille et de normes partagées (codex alimentarius), en associant certaines parties prenantes, industriels en particulier.
- Aux échelles les plus locales, c'est le comportement des individus et des collectivités qui sont sollicités, ou moteurs.

Les maladies émergentes impliquent souvent des causes environnementales ou des pathogènes liés à la faune (sauvage, ou domestiquée et d'élevage) et aux déplacements de pathogènes, d'espèces antibiorésistantes ou à risque nosocomial ou d'espèces invasives, ou à des déséquilibres écologiques.

## Eau
Le risque sanitaire et environnemental (qui fait en France l'objet de projets (en 2011) de grille d'évaluation à utiliser pour justifier les obligations de travaux d'assainissement inclus ;
- le risque de contact direct ou indirect avec des eaux usées non traitées ou pré-traitées (Cf. risques de transmission de pathogènes ou de toxiques présentes dans les effluents industriels, artisanaux, agricoles ou eaux grises domestiques) ;
- risque sanitaire direct ;
- risque de contamination (microbiologique ou phsysico-chimique) de la ressource en eau quand notamment si l'usage de cette ressource présente un enjeu sanitaire (eau potable, baignade, pêche, activités nautiques, irrigation de légumes…)
- risques associés aux émissions d'odeurs et de gaz ou composés nocifs pouvant aussi affecter la santé des personnes ou l'environnement (dont à long terme via le méthane ou d'autres gaz à effet de serre) .
- risques de défaut de sécurité physique des ouvrages (barrages, berges, barrières et autres protections... pouvant entraîner chutes, blessures, noyades...).
- risques sanitaires liés à une transmission vectorielle (moustiques essentiellement) de parasitoses (paludisme) ou maladies infectieuses (arbovirose (chikungunya, dengue, fièvre de la vallée du Rift, West Nile, etc.) quand les eaux polluées sont des lieux de pontes.

En France, des zones à enjeux sanitaires pourraient être dessinées là où l'assainissement non collectif (ANC) est au sein d'un périmètre de protection rapprochée de captage public fournissant de l'eau potable, ou à moins de 35 mètres d'un puits privé déclaré, près d'un périmètre de protection éloignée de captage, des zones situées près d'une zone de baignade ou de conchyliculture, pisciculture, ramassage de coquillages pourraient également être concernées.

## Alimentation
La santé passe aussi par l'alimentation. Un volet important de la sécurité sanitaire est donc la sécurité sanitaire des aliments. Les professionnels des filières agroalimentaires y accordent une attention croissante[C'est-à-dire ?], à la suite d'une législation plus pointue[réf. nécessaire] mais aussi à une demande sociale sensibilisée par plusieurs « scandales sanitaires »[C'est-à-dire ?] et par une perception plus fine des risques sanitaires[C'est-à-dire ?].
La vigilance sanitaire se développe[réf. nécessaire], se rapprochant de l'écocitoyenneté, visant une meilleure qualité sanitaire de la nourriture.
Les industries agroalimentaires s'organisent autour de guides de bonnes pratiques, méthodes certifiées[réf. nécessaire] et des processus de certification et de traçabilité, sous la contrainte ou non de lois et directives européennes[réf. nécessaire].
La sécurité sanitaire s'appuie aussi sur des dispositifs tels que :
- veille sanitaire ;
- vigilance sanitaire ;
- transport sanitaire ;
- traçabilité ;
- des agences et instituts (Food and Drug Administration, EPA et d'autres agences aux États-Unis, l'Autorité européenne de sécurité des aliments, l'AFSCA (Agence fédérale pour la sécurité de la chaîne alimentaire) en Belgique, Agence française de sécurité sanitaire, Institut de radioprotection et de sûreté nucléaire et Institut de veille sanitaire (InVS), assistés de multiples autres agences en France Agence canadienne d'inspection des aliments, Agence fédérale pour la sécurité de la chaîne alimentaire à titre d'exemples.

Ces organismes, sur des bases scientifiques, socio-politiques et parfois économiques, œuvrent à mieux évaluer la sécurité des biens et produits, sécuriser les autorisations de mise sur le marché, à interdire et retirer du marché des produits non conformes ou dangereux, à informer (notamment sur les apports nutritionnels conseillés).

## Notification
En Europe, comme dans tous les grands pays, dans le domaine de l'alimentation et de la sécurité sanitaire, il y a obligation de notification avec éventuellement Retrait de denrées quand certaines normes sanitaires ou de sécurité du consommateur ne sont pas respectées. Tout exploitant du secteur agroalimentaire sachant ou ayant des raisons de penser qu'une denrée alimentaire « qu'il a importée, produite, transformée, fabriquée ou distribuée ne répond pas aux prescriptions relatives à la sécurité des denrées alimentaires, il engage immédiatement les procédures de retrait du marché de la denrée alimentaire en question, lorsque celle-ci ne se trouve plus sous le contrôle direct de ce premier exploitant du secteur alimentaire, et en informe les autorités compétentes ». Si ce produit a potentiellement déjà atteint le consommateur, l'exploitant doit informer ces consommateurs « de façon effective et précise des raisons du retrait et, au besoin, rappelle les produits déjà fournis aux consommateurs lorsque les autres mesures sont insuffisantes pour atteindre un niveau élevé de protection de la santé ».
De même pour le secteur de l'alimentation animale, le producteur devant alors immédiatement engager « les procédures de retrait du marché de l'aliment en question et en informe les autorités compétentes. Dans ces circonstances ou, dans le cas de l'article 15, paragraphe 3, lorsque le lot ou chargement ne satisfait pas aux prescriptions en matière de sécurité des aliments pour animaux, cet aliment pour animaux est détruit, sauf si l'autorité compétente estime qu'il n'est pas nécessaire de le faire » et informer « les utilisateurs de l'aliment pour animaux de façon effective et précise des raisons du retrait et, au besoin, rappelle les produits déjà fournis lorsque les autres mesures sont insuffisantes pour atteindre un niveau élevé de protection de la santé ».
L'Union européenne a publié un guide d'interprétation du règlement et un Formulaire ad hoc, ainsi qu'un arbre de décision,comme outils d'aide à la décision pour l'exploitant.
Pour la période 2003-2008, selon la base de données du Rapid Alert System for Food and Feed (RASFF), qui alimente le Système d’alerte rapide pour les denrées alimentaires et les aliments pour animaux, la Chine, l'Iran, la Turquie, les États-Unis et l'Espagne ont été les cinq pays les plus souvent impliqués dans des alertes et retraits dus à des contaminations d'aliments, et, en Europe, l'Italie, l'Allemagne, le Royaume-Uni, l'Espagne et les Pays-Bas étaient les pays qui ont signalé le plus grand nombre de produits contaminés provenant d’autres pays. 60 % des notifications ont été faites par l’Italie, l’Allemagne, le Royaume-Uni et l'Espagne, et les 40 % restants sont partagés entre les 26 autres pays et services de la Commission.

## Dispositif médical et implant
L’enquête Implant files menée par le Consortium international des journalistes d'investigation, révèle en novembre 2018 des dysfonctionnements, EIAS et mortalité imputables, à ces dispositifs médicaux (dont beaucoup ne peuvent pas être explantés), mettant en lumière le manque d'exigence de la réglementation européenne et le manque de vigilance des autorités sanitaires, dont l'ANSM, en France.

## Radioactivité
En matière de radioactivité, la Criirad considère qu'il est anormal que les seuils dans les aliments soient aussi élevés[Combien ?].